# Darkness Falls (The X-Files)
«Darkness Falls» es el vigésimo episodio de la primera temporada de la serie de televisión de ciencia ficción estadounidense The X-Files. Se estrenó en la cadena Fox el 15 de abril de 1994. «Darkness Falls» fue escrito por el creador de la serie Chris Carter y dirigido por Joe Napolitano. Contó con apariciones especiales de Jason Beghe y Titus Welliver. El episodio es una historia del «monstruo de la semana», una trama independiente que no está relacionada con la mitología más amplia de la serie. «Darkness Falls» obtuvo una calificación Nielsen de 8,0, fue visto por 7,5 millones de hogares en su transmisión inicial y recibió críticas en su mayoría positivas.
El programa se centra en los agentes especiales del FBI Fox Mulder (David Duchovny) y Dana Scully (Gillian Anderson) que trabajan en casos vinculados a lo paranormal, llamado expedientes X. En este episodio, Mulder y Scully son llamados para investigar cuando un equipo de madereros desaparece sin dejar rastro. Inicialmente sospechando ecoterrorismo, los agentes se encuentran atrapados por una amenaza aparentemente antigua que acecha en el bosque.
Chris Carter se inspiró para escribir este episodio basándose en su interés por la dendrocronología, un tema que implica analizar los anillos de crecimiento anual que se encuentran en especies de árboles no tropicales. Carter atribuye el final siniestro del episodio a su experiencia de crecer en la era posterior al escándalo Watergate, habiendo pasado su vida llegando a desconfiar profundamente del gobierno.

## Argumento
En el bosque nacional Olympic en el estado de Washington, un grupo de madereros huye por el bosque, tratando de escapar de una fuerza invisible. Posteriormente son asesinados por un gran enjambre de pequeños insectos verdes brillantes. Más tarde, en la sede del FBI, Fox Mulder le muestra a Dana Scully una foto de los madereros desaparecidos y le dice que otro grupo de madereros desapareció en el bosque en 1934. Los dos agentes se dirigen al bosque, donde se encuentran con el empleado del Servicio Forestal de los Estados Unidos Larry Moore y Steve Humphreys, jefe de seguridad de la empresa maderera. Mientras conduce por el bosque, su camión golpea abrojos dejados en el suelo por ecoterroristas, obligándolos a caminar el resto del camino. Al llegar al campamento, Mulder y Scully encuentran las cabañas abandonadas y el equipo de comunicación destruido. Buscando en el bosque, encuentran un cadáver encerrado en un gran capullo que cuelga de un árbol.
Mientras repara uno de los generadores, Humphreys atrapa a un ecoterrorista llamado Doug Spinney. Le dice al grupo que hay un enjambre mortal de insectos en el bosque y que deben evitar la oscuridad para mantenerse con vida. A la mañana siguiente, encuentran un árbol viejo talado con una banda verde inexplicable contenida dentro de sus anillos de crecimiento. Spinney sospecha que un organismo que estuvo inactivo en el árbol durante siglos fue perturbado cuando el árbol fue talado ilegalmente. Humphreys camina hacia la camioneta de Moore, pero el enjambre lo mata al anochecer. En la cabina, la luz mantiene a todos a salvo. A la mañana siguiente, Spinney convence a Mulder para que lo deje ir de excursión a sus colegas con gasolina para que pueda volver con un Jeep a recogerlos. Scully y Moore confrontan a Mulder, ya que esto les dejará con poco combustible para el generador.
La noche transcurre con una sola bombilla iluminando la cabaña, apagándose justo cuando llega la mañana. Mulder, Scully y Moore caminan hasta el camión con una llanta rota del campamento, con la esperanza de repararla, poner la de repuesto y escapar. Encuentran a Humphreys muerto. Spinney regresa con el Jeep y les dice a los demás que sus amigos están todos muertos. El Jeep golpea otro pico que quedó en el suelo y Spinney muere cuando deja el Jeep después del anochecer. Moore y los agentes son engullidos por los insectos, que ingresan al vehículo a través de las rejillas de ventilación del aire acondicionado. Son encontrados poco después y se los llevan a una instalación en cuarentena en Winthrop, Washington, donde uno de los científicos le dice a Mulder que el bosque está siendo bombardeado con pesticidas y fuego controlado.con la esperanza de erradicar los insectos. Mulder le pregunta al científico qué sucederá si los esfuerzos fallan, pero simplemente le dice que «esa no es una opción».

## Producción
Chris Carter se inspiró para escribir este episodio basándose en su interés en la dendrocronología, un tema que implica analizar los anillos de crecimiento anual que se encuentran en especies de árboles no tropicales, ya que creía que los árboles que tenían «miles de años» podrían terminar actuando como «cápsulas del tiempo» que arrojan luz sobre eventos o especies pasados. Carter también atribuye el final siniestro del episodio a su experiencia de crecer en la era posterior al escándalo Watergate, habiendo pasado su vida llegando a desconfiar profundamente del gobierno. Los insectos verdes de este episodio se generaron principalmente por computadora y se agregaron durante el proceso de postproducción. Los primeros planos de los insectos se realizaron utilizando fotografías microscópicas de ácaros.
El episodio estaba destinado a ser un episodio de bajo costo, lo que significa que sería un episodio que se basaría en una sola ubicación y ayudaría a ahorrar dinero, pero el mal tiempo plagó la producción, y fue uno de los episodios más difíciles de la temporada para el equipo. El episodio fue filmado en un lugar en Lynn Valley, Columbia Británica, en la Reserva de Conservación del Bajo Seymour, conocida como el Bosque de Demostración Seymour. La atmósfera entre muchos miembros del equipo se había vuelto bastante tensa hacia el final del programa de rodaje, y culminó en una acalorada discusión entre el director Joe Napolitano y el primer asistente de dirección Vladimir Steffof, después de la cual Napolitano no volvió a aparecer en el lugar. «Darkness Falls» fue el último episodio de la serie que dirigió Napolitano. El clima retrasó tanto la producción en el lugar que hubo que filmar tomas e inserciones en una fecha posterior para terminar el episodio. Los retrasos también se debieron a la inaccesibilidad del lugar, ya que solo los generadores, el equipo de cámaras y el equipo de primeros auxilios pudieron permanecer en el lugar, y se perdió tiempo en desplazarse al personal cada día. Jason Beghe, quien interpretó al guardabosques Larry Moore, era amigo de la infancia de David Duchovny y lo ayudó a convencerlo de seguir una carrera como actor. Se dice que la camaradería entre los dos actores ayudó a aligerar el estado de ánimo durante la difícil producción del episodio.

## Recepción
«Darkness Falls» se estrenó en la cadena Fox el 15 de abril de 1994. Este episodio obtuvo una calificación Nielsen de 8,0 con una participación de 14, lo que significa que aproximadamente el 8 por ciento de todos los hogares equipados con televisión y el 14 por ciento de los hogares que ven televisión estaban sintonizados en el episodio. Fue visto por 7,5 millones de hogares.
En una retrospectiva de la primera temporada de Entertainment Weekly, «Darkness Falls» recibió una calificación de B, y el episodio se denominó como una «salida espeluznante» con un «telón de fondo arrancado de los titulares de hoy». Zack Handlen, escribiendo para The A.V. Club, llamó a «Darkness Falls» un episodio «excelente» que «golpea las notas correctas». Elogió el escenario del episodio, comparándolo con el episodio anterior de la primera temporada «Ice»; y consideró que el enfoque «directo» de los temas ambientales funcionó bien. Matt Haigh, que escribe para Den of Geek, se sintió positivo sobre la resolución ambigua del episodio, sintiendo que su «tratamiento abierto» le dio al episodio «un verdadero misticismo y fuerza» y descubrió que el episodio tenía un sentido de «peso, credibilidad, e intriga». Los escritores de IGN nombraron al episodio como su quinto episodio independiente favorito del programa, encontrando que «cuenta con varios giros interesantes» y notando positivamente los temas ambientales «inteligentes» del episodio.
Aunque el escritor y creador de la serie Chris Carter afirma que «Darkness Falls» no fue escrito con un mensaje ambiental en mente, el episodio fue honrado en la cuarta edición anual de los Environmental Media Awards en 1994, ganando en la categoría de «Drama episódico televisivo». La trama de «Darkness Falls» también fue adaptada como novela para adultos jóvenes en 1995 por Les Martin.

### Novelización
- Darkness Falls en Internet Speculative Fiction Database (en inglés)

- Datos: Q5222659